# ノーキッズゾーン
ノーキッズゾーン（노키즈존）とは、韓国の飲食店や施設において、子どもや乳幼児の立ち入りを禁止する用語である。
このほかにも、韓国においては「ノーシニアゾーン」といった特定の年代の客の入店を禁じたり、「ノープロフェッサーゾーン」など特定の職業に就く客の入店を禁じた例もある。一方で、子どもを歓迎する「イエスキッズゾーン」を売りにする店も存在する。
朝日新聞はこのシステムをもうけた店側の言い分として、「問題を起こす親はごくわずかだが、事前に見分けるのは不可能なので、最初から『お断り』と表示しておく方がお互いに良いのではないか」というコメントを紹介している。
2016年にノーキッズゾーン問題に関する報告書を発表した水原市の「京畿研究院」の研究員キム・ドギュンは、このような店が増えた理由について「『親が替えたおむつを店のテーブルに残した』といった話が広まったこと」や「飲食店で店員とぶつかった子どもがやけどを負った裁判で、店側に重い責任が課された」ことを挙げている。
このシステムは韓国社会における分断の一例として挙げられることがあるほか、公共の場で子どもの入場を制限すれば、育児が困難になり、少子化に拍車をかけると指摘する声もある。キムも「ノーキッズゾーン」によって子どもの存在自体を排除することが問題であり、子どもの問題行為ならびにそれに対する親の対応を問うべきだと述べている。また、キムは韓国においてしつけの悪い子を放置する母親を「マム虫（マムチュン）」と呼ぶ風潮があり、ノーキッズゾーンによって母親への差別を助長しかねないとも指摘している。